# ألمارثا (ميزوري)
ألمارثا (بالإنجليزية: Almartha)‏ هي إحدى المجتمعات الفردية (غير مصنفة) في ولاية ميزوري في الولايات المتحدة الأمريكية.